# Nanosoom
Een nanosoom is een kleine liposoom. Nanosomen worden door de cosmetica-industrie geadverteerd als een nieuwe manier om veroudering van de huid tegen te gaan. De wijze waarop nanosomen werkzaam zouden zijn, wordt door verschillende fabrikanten echter verschillend verklaard.
Het bedrijf L'Oréal gebruikt nanosomen als een vector, een soort capsule om werkzame stoffen effectiever naar de cellen te brengen.
Bij het bedrijf Elsom Research is het materiaal van de nanosoom zelf (dus niet de inhoud) het werkzame middel: de wand van de nanosoom bestaat uit hetzelfde materiaal als de celmembraan. Als de nanosoom in de buurt van het celmembraan komt, dan worden verouderde moleculen uit het celmembraan uitgewisseld met de nieuwe moleculen uit de nanosoom. Dit proces zou in een verjonging van de huidcellen resulteren.